# Helicodiscus diadema
Helicodiscus diadema, common name the shaggy coil, là một loài small air-breathing land snail, a terrestrial pulmonate gastropoda Mollusca trong họ Helicodiscidae.

## Phân bố
This species được tìm thấy ở ly in one small part of the state of Virginia, in the USA.

## Conservation status
The survival of this species is "near threatened".